# 上原裕
上原 裕（うえはら ゆたか、1953年12月14日 - ）は、日本のミュージシャン（ドラマー）。

## 来歴
16歳の頃、既にバンド“ハウス・グラス・ホッパー”でドラマーとして活動していた時に伊藤銀次と知り合い、1970年夏に伊藤らと“グラス・ブレイン”を結成。1971年には“村八分”、1972年には“ごまのはえ”に参加し、そのまま“ココナツ・バンク”のメンバーとなる。解散後の1975年にはシュガー・ベイブのアルバム『SONGS』のレコーディングに参加する一方、ハイ・ファイ・セットのバック・バンドに加入。同年3月には同バンドのメンバーだった伊藤、寺尾次郎とともにシュガー・ベイブのメンバーになり、以後1976年4月の解散まで活動。解散後は大瀧詠一主宰のナイアガラ・レーベルのセッションや、りりィのバック・バンド“バイバイ・セッション・バンド”、伊藤のアルバム『DEADLY DRIVE』など、レコーディングでも活動。その後、1981年から1984年まで沢田研二のバック・バンド“EXOTICS”に加入。1986年10月、TBSテレビで放送された伊藤出演のスタジオ・ライヴ番組収録をもって一時ドラマーを引退。
1996年復帰、大滝のシングル「幸せな結末」のレコーディングや、忌野清志郎のバンド“ラフィータフィー”のメンバーとしての活動のほか、2002年には伊藤とココナツ・バンクを再始動させた。
愛称の“ユカリ”というミドル・ネームは、明治「マーブルチョコレート」のCMに出演していた上原ゆかりに因んで付けられたもの。

## レコーディング参加作品

### ごまのはえ（1972年 - 1973年）
- 「留子ちゃんたら」 （1972年9月25日）- 7":OF-6
- 『春一番コンサート・ライブ』 （1972年8月5日）- 2LP:OFW-1/2
  - とめ子ちゃん ※クレジット・ミス
- 『春一番』 （1973年3月）- 10LP:UGD3001~10 ※1972年5月6日,7日、大阪天王寺野外音楽堂で開催された『第2回春一番ライヴ』を収録した風都市自主制作による非売品10枚組LP。
  - お早う眠り猫君
  - まにあっています
  - 語呂合せ
  - しゃべりたいなあ
  - 留子ちゃんたら

### ココナツ・バンク（1973年）
- 布谷文夫「台風13号」 （1973年9月21日）- 7":DR-1799 ※布谷文夫&ココナツ・バンク
- 布谷文夫『悲しき夏バテ / 布谷文夫I』 （1973年11月21日）- LP:DR-1799 ※布谷文夫 & ココナツ・バンク
- はっぴいえんど『ライブ!! はっぴいえんど 』 （1974年1月10日）- LP:OFL-20 ※1973年9月21日に文京公会堂で行われたはっぴいえんどのラスト・ライヴ“CITY-Last Time Around”での演奏を収録したライヴ・アルバム。大瀧詠一とココナツ・バンク名義。
  - ココナツ・ホリデイ
  - 空飛ぶウララカサイダー
- 『1973.9.21 SHOW BOAT 素晴しき船出』 （1974年1月15日）- LP:3A-1014 ※三部構成のライヴ“CITY-Last Time Around”より、第一部の吉田美奈子、南佳孝、ココナツ・バンク。第二部のムーンライダースの4組の演奏を収録[注 1]。
  - 日射病
  - 無頼横町
- 『1974 HOBO'S CONCERTS V（ありがとう ありがとう ありがとう）』 （1976年6月21日）- LP:OFM-16 ※1974年に池袋シアター・グリーンで行われた“ホーボーズ・コンサート”のライヴ・アルバム。布谷文夫 & ココナツ・バンク名義。
  - 冷たい女
  - 深南部牛追歌〜大阪へやって来た

### シュガー・ベイブ（1975年 - 1976年）
- 『SONGS』 （1975年4月25日）-LP:NAL-0001
  - 蜃気楼の街
  - 風の世界
  - ためいきばかり
  - いつも通り
  - すてきなメロディー
  - 今日はなんだか
  - 雨は手のひらにいっぱい
  - 過ぎ去りし日々 “60's Dream”

### バイバイ・セッション・バンド（1976年 - 1977年）
- りりィ『AUROILA』（1976年5月20日）- LP:ETP72168

### EXOTICS（1981年 - 1984年）
- 『Library』（1983年10月）

## 主なアルバム・ライブ参加アーティスト
- 忌野清志郎
- 矢野顕子
  - 『長月 神無月』 (1976年12月5日)　- LP:S-7001
- 伊藤銀次
  - 『DEADLY DRIVE』（1977年5月25日）- LP:L-4037Y
- 大瀧詠一
  - 『NIAGARA MOON』（1975年5月30日）
  - 『GO! GO! NIAGARA』（1976年10月25日）
  - 『NIAGARA CALENDAR』（1977年12月25日）
  - 『A LONG VACATION』（1981年3月21日）
  - 『EACH TIME』（1984年3月21日）
- 甲斐バンド
- 吉川晃司
  - 『パラシュートが落ちた夏』（1984年3月1日）
- 沢田研二
  - 『S/T/R/I/P/P/E/R』（1981年6月10日）
  - 『A WONDERFUL TIME』（1982年6月1日）
  - 『MIS CAST』（1982年12月10日）
  - 『JULIE SONG CALENDAR』（1983年3月5日）
  - 『女たちよ』（1983年10月1日）
  - 『NON POLICY』（1984年6月5日）
- 山下達郎
  - 『SPACY』（1977年5月25日）
  - 『GO AHEAD!』（1978年12月20日）
  - 『MOONGLOW』（1979年10月21日）
  - 『POCKET MUSIC』（1986年4月23日）
  - 『COZY』（1998年8月26日）
  - 『SOFTLY』（2022年6月21日）
- 吉田拓郎
- 井上陽水
  - 『スニーカーダンサー』（1979年9月21日）
  - 『EVERY NIGHT』（1980年12月5日）
  - 『9.5カラット』（1984年12月21日）
- 高中正義
  - 『JOLLY JIVE』（1979年12月1日）
  - 『SUPER TAKANAKA LIVE!』（1980年3月1日）
  - 『T-WAVE』（1980年6月1日）
- 間宮貴子
  - 『LOVE TRIP』（1982年11月25日）